# بخش جکسون (شهرستان پوتنام، اوهایو)
بخش جکسون (به انگلیسی: Jackson Township) یک منطقهٔ مسکونی در ایالات متحده آمریکا است که در شهرستان پاتنم، اوهایو واقع شده‌است.
 بخش جکسون ۶۶٫۹ کیلومتر مربع مساحت و ۹۳۹ نفر جمعیت دارد و ۲۲۲ متر بالاتر از سطح دریا واقع شده‌است.